# سيموني تييرو
سيموني تييرو (بالفرنسية: Simone Thiero)‏ مواليد 15 مارس 1993، هي لاعبة كرة يد كونغولية تلعب كجناح أيمن. مثلت منتخب جمهورية الكونغو الديمقراطية لكرة اليد للسيدات.

## سجل المنافسة
شاركت في البطولات التالية:
- بطولة العالم لكرة اليد للسيدات 2015

## روابط خارجية
- سيموني تييرو على موقع الاتحاد الأوروبي لكرة اليد (الإنجليزية)